# Jean-François de La Pérouse

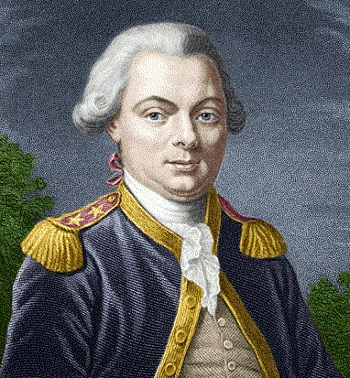
Jean-François de La Pérouse

Jean-François de Galaup, Comte de La Pérouse, född 23 augusti 1741 i La Gua nära Albi i provinsen Languedoc, förmodat död 1788 nära Vanikoro, Salomonöarna, var en fransk sjöfarare och upptäcktsresande.

## de La Pérouses tidiga liv
Jean-François de Galaup föddes som son till en godsägare. Godset hette La Pérouse vilket han senare lade till namnet. Han började som femtonåring i den franska marinen och slutade sin officersutbildning i Brest med utmärkta betyg. Därefter tjänstgjorde han i Nordamerika under Sjuårskriget (1754 - 1763) och blev senare befordrad till commandeur (kommendörkapten) efter några framgångsrika bataljer.
Åren 1772 till 1776 ledde han på uppdrag av den franska regeringen en expedition i Indiska oceanen bland de franska territorierna från Madagaskar, Mauritius, Réunion till Pondicherry i Indien. Under denna resa finslipade han sina geografiska kunskaper.
Efter hemkomsten blev han adlad och 1785 utsågs han av kung Ludvig XVI att genomföra en liknande upptäcktsresa som James Cook.

## Expeditionen till Stilla havet

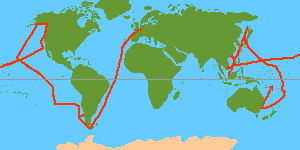
De La Pérouses resa

De La Pérouse lämnade Brest den 1 augusti 1785 med fartygen "Astrolabe" och "Boussole" samt en rad vetenskapsmän från olika fakulteter. Uppdraget var att kartlägga Stilla havet från norr till söder samt att skapa nya handelsmöjligheter.
Han korsade Atlanten och rundade Kap Horn och nådde Påskön den 9 april 1786. Därefter styrde han förbi Hawaii och mot Alaska dit han nådde i juni. Han ankrade nära Mount Saint Elias mellan Alaska och Yukon och utforskade området. Efter detta uppehåll styrde de La Pérouse mot Monterey dit han nådde i september 1786.
Från Monterey korsade han åter Stilla havet och nådde Macao där han sålde allt pälsverk inhandlad i Alaska och delade upp vinsten bland sina besättningsmän. Härifrån kartlade han också stora delar av Sydkinesiska havet, Japanska havet, Kurilerna och Kamtjatka-halvön. I staden Petropavlovsk-Kamtjatskij lämnade tolken Jean Baptiste Barthelemy de Lesseps expeditionen i september 1787 för att återvända till Paris landvägen. de Lesseps nådde Paris i oktober 1788 med de första rapporterna från expeditionen.
Efter ett längre uppehåll i Kamtjatka fortsatte resan mot Samoa dit de La Pérouse anlände den 6 december 1787, därefter besöktes Tongaöarna och sedan vidare mot Australien där han anlände i Botany Bay den 26 januari 1788 dvs samma dag som kapten Arthur Phillip flyttade bosättningen till Port Jackson (nuvarande Sydney).
Från Botany Bay skulle resan fortsätta mot Nya Kaledonien, Santa Cruzöarna, Salomonöarna, Louisiadeöarna, åter till södra och västra Australien och därefter hem till Paris dit de La Pérouse beräknade anlända i juni 1789. Efter att konvojen lämnade Botany Bay har de dock aldrig återsetts.

## Eftermäle
Flera sökexpeditioner letade efter de La Pérouse de kommande åren. 1826 hittade den irländske kapten Peter Dillon spår efter expeditionen bland Santa Cruzöarna och 1828 fann även Jules Dumont d'Urville spår som tydde på att konvojen förliste på reven kring Vanikoro.
De La Pérouse hade skickat större delen av sina anteckningar och dagböcker tillsammans med en del brev som post med ett engelskt fartyg från Bounty Bay som gjorde att expeditionens fynd och arbete därför inte gick förlorade. Hans anteckningar publicerades postumt och har även kommit ut på andra språk.
Nedslagskratern La Pérouse på månen och asteroiden 13560 La Pérouse är uppkallad efter honom.